# 黒崎澪音
黒崎 澪音（くろさき れおん、1997年3月6日 - ）は、日本の俳優。所属事務所はアンセム。

## 人物・来歴
神奈川県出身。身長175cm。趣味はモータースポーツ。特技は料理。

## 出演

### テレビ
- 女の体当たりサーチ番組 なぜ?そこ?  （テレビ朝日、2015年）
- 世界に誇る50人の日本人 成功の遺伝史 成功の遺伝史5（日本テレビ、2018年） - 梅沢富美男 役
- ご参考までに。 （日本テレビ、2018年）
- 行列のできる法律相談所 あの瞬間、頭が真っ白になりましたSP（日本テレビ、2018年）
- 行列のできる法律相談所 私、あの人に嫌われてるかもSP（日本テレビ、2018年） - 中村倫也 役
- ポルノグラファー 第1話（フジテレビ/フジテレビオンデマンド、2018年） - 上原 役
- 行列のできる法律相談所 悔やんでも悔やみきれない1日スペシャル（日本テレビ、2019年） - 千葉雄大 役
- 天才!志村どうぶつ園 （日本テレビ、2018年） - 中村倫也 役
- 行列のできる法律相談所（日本テレビ、2019年） - 片寄涼太 役
- 行列のできる法律相談所 私とあの人どっちが悪い？3HSP（日本テレビ、2019年） - 吉沢亮 役
- 衝撃のアノ人に会ってみた! 2時間SP（日本テレビ、2019年） - 徳井義実（チュートリアル） 役

### 映画
- 2085年、恋愛消滅。（2016年） - 徳丸宙也 役
- 賭ケグルイ （2019年） - ヴィレッジメンバー 役
- 現代怪奇百物語 壱之章（2019年）
- 三大怪獣グルメ（2020年）- 岸田 役[2]

### 舞台
- 『MY DOOR 熱』（2015年、新宿村LIVE）
- 『MY DOOR 熱』再演（2015年、DDD AOYAMA CROSS THEATER）
- 『HOME 〜魔女とブリキの勇者たち〜』（2015年、草月ホール）
- 『プリンス・オブ・ストライド  THE LIVE STAGE』エピソード5（2018年、東京 / 大阪） - 閑野誠 役

### WEB
- AbemaTV『りゅうちぇる×ちゃんねる』（2016年）
- AbemaTV『イマっぽTV』（2018年）
- AbemaTV SPECIALチャンネル『おぎやはぎの「ブス」テレビ』（2018年）
- AbemaTV『私の年下王子さま 』凝縮SP（2018年）
- AbemaTV『私の年下王子さま 』新シリーズ（2018年）
- AbemaTV SPECIALチャンネル『おぎやはぎの「ブス」テレビ』（2018年）
- WATCHYショートドラマシリーズ「グッバイハロー」第9話（2019年） - ミツ 役

### その他
- samuraiELO メンズモデル（2004年）
- Minority 専属モデル（2016年）
- イケメンフェスティバル2018（2018年）
- 超十代2018　超十代 - ULTRA TEENS FES（2018年）
- BS11『BS11の妖精』（2018年）